# Leptaena
Leptaena — викопний рід брахіопод середнього розміру, який вимер у проміжку від дарривільської епохи до емської епохи, хоча деякі зразки були знайдені в шарах пізнішого віку, аж до турнейської епохи. Як і деякі інші строфоменіди, Lepteana належали до епіфауни, тобто вони жили на поверхні морського дна, а не були поховані в ньому, і були фільтраторами.

## Фізичний опис
Leptaena зазвичай мають концентричні зморшки та концентричні лінії на раковині. Leptaena мають увігнуто-опуклий профіль, іноді від напівквадратних до напівеліптичних. Кардинальний відросток розділений на дві частини, а шарнірна лінія пряма. Їхня ширина зазвичай більша за довжину, як у більшості строфоменід.

## Поширення
Скам'янілості Leptaena були знайдені на всіх континентах, крім Антарктиди.

## Види
Leptaena був різноманітним родом, який налічував понад 70 визнаних видів і підродів. Види роду Leptaena включають наступні. Будь-які синонімічні роди, до яких може належати даний вид, позначені синонімічним родом у дужках.
- L. acuta (Kurnamena) (Roomusoks, 2004)
- L. acuticuspidata Amsden, 1958
- L. aequalis Amsden, 1974
- L. alliku (Oraspold, 1956)
- L. altera Rybnikova, 1966
- L. amelia (Havlicek, 1967)
- L. analogaeformis Biernat, 1966
- L. arberae Kelly, 1967
- L. argentina (Thomas, 1905)
- L. bergstroemi Cocks, 2005
- L. borghiana Mergl & Massa, 1992
- L. boyaca Caster, 1939
- L. contermina Cocks, 1968
- L. convexa Weller, 1914
- L. cooperi Easton et al., 1958
- L. crassorugata (Similoleptaena) (Rõõmusoks, 2004)
- L. croma (Havlicek & Storch, 1990)
- L.crypta Opik, 1930
- L. cryptoides (Oraspold, 1956)
- L. dejecta (Baarli, 1995)
- L. delicata Amsden, 1949
- L. depressa (Sowerby, 1825)
- L. diademata (Williams, 1962)
- L. electra (Havlicek, 1967)
- L. ennessbe Spjeldnaes, 1957
- L. enucleata Klenina, 1984
- L. friedrichi (Similoleptaena) (Rõõmusoks, 2004)
- L. gibbosa (James, 1874)
- L. haverfordensis Bancroft, 1949
- L. holcrofti Bassett, 1974
- L. indigena Spjeldnaes, 1957
- L. infrunita (Williams, 1962)
- L. ingrica (Similoleptaena) (Rõõmusoks, 2004)
- L. juvenilis (Öpik, 1930)
- L. kentuckiana Pope, 1982
- L. lappa (Havlicek & Storch, 1990)
- L. lappina (Havlicek & Storch, 1990)
- L. laterorugata (Kurnamena) (Roomusoks, 1989)
- L. lemniscata (Havlicek, 1967)
- L. limbifera (Havlicek, 1967)
- L. martinensis Cocks, 1968
- L. moniquensis Foerste, 1924
- L. nanaformis Zhang et al., 1983
- L. nassichuki Smith, 1980
- L. odeon Havlicek, 1967
- L. oklahomensis Amsden, 1951
- L. ordovicica (Cooper, 1956)
- L. orhor (Havlicek & Storch, 1990)
- L. palmrei (Kurnamena) (Roomusoks, 2004)
- L. parvirugata Hoel, 2005
- L. parvissima Ivanovskii & Kulkov, 1974
- L. paucirugata (Roomusoks 1989)
- L. pertenuis (Similoleptaena) (Rõõmusoks, 2004)
- L. planitia (Similoleptaena) (Rõõmusoks, 2004)
- L. poulseni Kelly, 1967
- L. praequalis Rozman, 1977
- L. provellerosa (Havlicek & Storch, 1990)
- L. purpurea Cocks, 1968
- L. quadrata Bancroft, 1949
- L. quadrilatera (Logan, 1863)
- L. rara (Alekseeva and Erlanger, 1983)
- L. reedi Cocks, 1968
- L. rhomboidalis (Wahlanberg, 1818)
- L. richmondensis Foerste, 1909
- L. roomusoki Cocks, 2005
- L. rugata (Lindström, 1861)
- L. rugaurita (Havlicek, 1967)
- L. rugosa (Dalman, 1828)
- L. rugosides Oraspold, 1956
- L. salopiensis (Williams, 1963)
- L. semiradiata Sowerby, 1842
- L. senecta Roomusoks, 2004
- L. sperion Bassett, 1977
- L. spumiferra (Kurnamea) (Opik, 1930)
- L. strandi (Spjeldnaes, 1957)
- L. tarwanpensis (Similoleptaena) (Rõõmusoks, 2004)
- L. taxilla (Kurnamena) (Oraspold, 1965)
- L. tenuissimestriata McCoy, 1852
- L. tenuistrata Sowerby, 1839
- L. tenuistriata (de Sowerby and Murchison, 1839)
- L. trifidium (Leptaenopoma) (Marek and Havlíček, 1967)
- L. trifidum (Marek and Havlíček, 1967)
- L. undosa (Similoleptaena) (Rõõmusoks, 2004)
- L. valentia (Cocks, 1968)
- L. valida Bancroft, 1949
- L. veldrensis Spjeldnaes, 1957
- L. vellerosa Havlicek, 1967
- L. ventricosa Williams, 1963
- L. zeta Lamont, 1947
- L. ziegleri Cocks, 1968